# The Lost People
Pour plus de détails, voir Fiche technique et Distribution.
The Lost People (Le rideau se lève en français) est un film britannique de Bernard Knowles et Muriel Box, sorti en 1949.

## Synopsis
Dans l'Après-guerre, des soldats britanniques gardent un théâtre en Allemagne contenant divers réfugiés et prisonniers, sans savoir quoi faire avec eux. Cependant, les personnes déplacées, après s'être unies contre le fascisme pendant cinq ans, commencent à se désintégrer dans leurs propres anciennes querelles. Sous les yeux impuissants des Anglais, on voit s'affronter Serbes contre Croates, Polonais contre Russe, résistants contre collaborateurs et tout le monde contre les Juifs. Deux personnes, Jan et Lily, commencent une romance et décident de se marier. Cependant, l'un des réfugiés reçoit un diagnostic de peste bubonique.

## Fiche technique
- Titre français : The Lost People
- Réalisation : Bernard Knowles et Muriel Box
- Scénario : Bridget Boland, d'après sa pièce Cockpit
- Photographie : Jack Asher
- Musique : John Greenwood
- Pays de production : Royaume-Uni
- Format : Noir et blanc - 1,37:1 - Mono
- Genre : drame
- Date de sortie : 1949

## Distribution
- Dennis Price : Ridley
- Mai Zetterling : Lily
- Richard Attenborough : Jan
- Siobhan McKenna : Marie
- Maxwell Reed : Peter
- William Hartnell : Barnes
- Gerard Heinz : Professeur
- Zena Marshall : Anna
- Olaf Pooley : Milosh
- Harcourt Williams : Prêtre
- Jill Balcon : Rebecca
- Nelly Arno : la vieille femme
- George Benson : Conducteur
- Peter Bull : Wolf
- Tutte Lemkow : Jaroslav
- Marcel Poncin : Duval
- Herbert Lom (non crédité)